# Владан Живковић
Владан Живковић (Београд, 15. децембар 1941 — Београд, 3. јануар 2022) био је српски глумац.
Широј публици се представио улогом Бубрега у филму "Кад будем мртав и бео". Неке од његових најзначајнијих улога имао је у остварењима као што су "Доручак са ђаволом", "Балкански шпијун", "Три карте за Холивуд", "Први пут са оцем на јутрење", "Црни бомбардер" и као Оливер Недељковић у филму Тесна кожа. Био је председник Удружења филмских глумаца Србије, с којим Нишки културни центар организује филмске сусрете у Нишу. Имао је дуго година значајну улогу у организовању Филмских сусрета у Нишу.
Преминуо је 3. јануара 2022. године након дуге и тешке болести.

## Улоге
| Год.       | Назив                                          | Улога                            |
| ---------- | ---------------------------------------------- | -------------------------------- |
| 1960-е ▲   |                                                |                                  |
| 1967.      | Кад будем мртав и бео                          | Бубрег                           |
| 1970-е ▲   |                                                |                                  |
| 1971.      | Доручак са ђаволом                             | Милан Аргелашев                  |
| 1972.      | Погибија                                       |                                  |
| 1972.      | Грађани села Луга                              | Ранко                            |
| 1972.      | Трагови црне девојке                           |                                  |
| 1973.      | Two Women                                      | немачки војник                   |
| 1973.      | Сутјеска                                       | командант 2. далматинске бригаде |
| 1973.      | Опасни сусрети                                 |                                  |
| 1973.      | England Made Me                                | Хајнрих                          |
| 1974.      | Капелски кресови                               |                                  |
| 1974.      | Зашто је пуцао Алија Алијагић                  |                                  |
| 1975.      | Синови                                         | Гитариста                        |
| 1975.      | Наивко                                         |                                  |
| 1975.      | Дечак и виолина                                | васпитач                         |
| 1975.      | Ђавоље мердевине                               |                                  |
| 1976.      | Повратак отписаних                             | четник Радојко                   |
| 1976.      | Све што је било лепо                           | Физички радник                   |
| 1976.      | Спиритисти                                     |                                  |
| 1976.      | Врхови Зеленгоре                               |                                  |
| 1976.      | Девојачки мост                                 | партизан на Девојачком мосту     |
| 1976.      | Чувар плаже у зимском периоду                  | гастарбајтер                     |
| 1977.      | Пресуда                                        |                                  |
| 1977.      | Пас који је волео возове                       |                                  |
| 1977.      | Љубавни живот Будимира Трајковића              |                                  |
| 1977.      | Гвоздени крст                                  |                                  |
| 1977.      | Специјално васпитање                           | возач хладњаче                   |
| 1977.      | Више од игре                                   | војно лице                       |
| 1977.      | Хајка                                          |                                  |
| 1978.      | Стићи пре свитања                              | Кузман                           |
| 1978.      | Двобој за јужну пругу                          | конобар                          |
| 1978.      | Тамо и натраг                                  | Гастарбајтер Ранђел              |
| 1978.      | Квар                                           |                                  |
| 1978.      | Трен                                           |                                  |
| 1978.      | Луде године                                    | милиционер                       |
| 1978.      | Тигар                                          |                                  |
| 1978.      | Вучари Доње и Горње Полаче                     |                                  |
| 1978.      | Ноћ од паучине                                 | Официр                           |
| 1978.      | Повратак отписаних (ТВ серија)                 | четник Радојко                   |
| 1979.      | Последња трка                                  | тренер                           |
| 1979.      | Слом                                           | гардијски мајор                  |
| 1979.      | Радио Вихор зове Анђелију                      | Милиционер                       |
| 1979.      | Прва српска железница (ТВ)                     | Станко Петровић                  |
| 1979.      | Другарчине                                     |                                  |
| 1979.      | Трофеј                                         |                                  |
| 1980-е ▲   |                                                |                                  |
| 1980.      | Хајдук                                         | наредник Вујић                   |
| 1980.      | Снови, живот, смрт Филипа Филиповића           | Човек у министарству             |
| 1980.      | Позоришна веза                                 | Инспектор Крле                   |
| 1980.      | Врућ ветар                                     | Миле Контраш                     |
| 1980.      | Рад на одређено време                          | Радомир                          |
| 1980.      | Посебан третман                                |                                  |
| 1981.      | Лаф у срцу                                     |                                  |
| 1981.      | Човек који је појео вука (ТВ)                  | Учитељ                           |
| 1981.      | Последњи чин                                   | потпуковник Озне                 |
| 1981.      | Сок од шљива                                   | Заменик у комбинату              |
| 1981.      | Лов у мутном                                   |                                  |
| 1981.      | Светозар Марковић                              |                                  |
| 1981.      | Широко је лишће                                | ТВ редитељ                       |
| 1981.      | Шеста брзина                                   | гастарбајтер                     |
| 1981.      | Војници                                        | капетан                          |
| 1982.      | Идемо даље                                     | матичар                          |
| 1982.      | Венеријанска раја                              | Жика                             |
| 1982.      | Шпанац                                         | Миша Пантић                      |
| 1982.      | Савамала                                       | Инспектор                        |
| 1982.      | Тесна кожа                                     | Оливер Недељковић                |
| 1982.      | Мој тата на одређено време                     | Радомир                          |
| 1982.      | Недељни ручак                                  | Крстић                           |
| 1982.      | Приче из радионице                             |                                  |
| 1982.      | Вариола вера                                   |                                  |
| 1982.      | Twilight Time                                  | радник                           |
| 1983.      | Учитељ (ТВ серија)                             | Матичар                          |
| 1983.      | Камионџије 2                                   | Борко                            |
| 1983.      | Дани Авној—а (ТВ мини серија)                  |                                  |
| 1983.      | Још овај пут                                   | Пословни партнер Благоја         |
| 1983.      | Задах тела                                     | Железничар на приредби           |
| 1983.      | Маховина на асфалту                            | Сима                             |
| 1983.      | Карађорђева смрт                               | Амиџа                            |
| 1983.      | Le Prix du danger                              | ноћни чувар                      |
| 1983.      | Степенице за небо                              |                                  |
| 1984.      | Пази шта радиш                                 | шеф сале                         |
| 1984.      | Откос                                          | Јордан Станковић                 |
| 1984.      | О покојнику све најлепше                       | Јован                            |
| 1984.      | Опасни траг                                    | Возач камиона                    |
| 1984.      | Балкански шпијун                               | радник са решеткама              |
| 1984.      | Војници (филм)                                 | капетан                          |
| 1984.      | Крај рата                                      | агент                            |
| 1984.      | Бањица (ТВ серија)                             | агент специјалне полиције        |
| 1985.      | Једна половина дана                            |                                  |
| 1986.      | Секула и његове жене                           | Шљива                            |
| 1986.      | Дивљи ветар                                    | поручник                         |
| 1986.      | Развод на одређено време                       | Радомир                          |
| 1987.      | Човек у сребрној јакни (ТВ серија)             |                                  |
| 1987.      | Лагер Ниш                                      | Петар, Кожарски трговац          |
| 1987.      | Место сусрета Београд                          | Радник фирме ККР                 |
| 1987.      | Бољи живот                                     | Конобар                          |
| 1988.      | Ортаци                                         | Командир у милицији              |
| 1988.      | Портрет Илије Певца                            | Газда кафане                     |
| 1988.      | Сунцокрети                                     |                                  |
| 1987–1988. | Вук Караџић                                    | Сима Паштрмац                    |
| 1988.      | The Great Escape II: The Untold Story          | Управник затвора                 |
| 1988.      | War and Remembrance                            |                                  |
| 1988.      | Четрдесет осма — Завера и издаја               | Александар Ранковић              |
| 1989.      | Pursuit                                        |                                  |
| 1990-е ▲   |                                                |                                  |
| 1990.      | Овде нема несретних туриста                    |                                  |
| 1990.      | Заборављени                                    | чиновник                         |
| 1990.      | Бољи живот 2                                   | милиционер                       |
| 1991.      | Секула се опет жени                            |                                  |
| 1991.      | Оригинал фалсификата                           | удбовац                          |
| 1991.      | Шаран                                          |                                  |
| 1991.      | Ноћ у кући моје мајке                          | Милић                            |
| 1992.      | Црни бомбардер                                 | полицајац                        |
| 1992.      | Јуриш на скупштину                             | магационер                       |
| 1992.      | Први пут с оцем на јутрење                     | Ћурчија Игњат                    |
| 1993.      | Пух                                            |                                  |
| 1993.      | Руски цар                                      | келнер Раде                      |
| 1993.      | Рода                                           |                                  |
| 1993.      | Три карте за Холивуд                           | шеф станице                      |
| 1993.      | Срећни људи                                    | носач                            |
| 1994.      | Голи живот                                     | Командир вода војне полиције     |
| 1994.      | Полицајац са Петловог брда (ТВ серија из 1994) |                                  |
| 1995.      | Наслеђе                                        |                                  |
| 1995.      | Трећа срећа                                    | полицајац                        |
| 1995.      | Знакови                                        |                                  |
| 1996.      | Ћао инспекторе 5                               |                                  |
| 1997.      | Горе доле                                      | бивши министар Жакула            |
| 1998.      | Породично благо                                | коњушар                          |
| 2000-е ▲   |                                                |                                  |
| 2002.      | Заједничко путовање                            | кочијаш                          |
| 2004.      | Трагом Карађорђа                               | Турчин Самим                     |
| 2005.      | Ствар срца                                     |                                  |
| 2006.      | Синовци                                        | поручник                         |
| 2007.      | Село гори, а баба се чешља (ТВ серија)         | полицајац                        |
| 2006–2007. | Сељаци                                         | Крца                             |
| 2008.      | Бледи месец                                    |                                  |
| 2008.      | Горки плодови                                  | Стари глумац                     |
| 2009.      | Јесен стиже, дуњо моја (ТВ серија)             | Средоје                          |
| 2010-е ▲   |                                                |                                  |
| 2011.      | Краљ лавова                                    | Муфаса                           |
| 2012.      | Монтевидео, Бог те видео! (ТВ серија)          | чувар у џокеј клубу              |
| 2018.      | Шифра Деспот                                   | Старина са брковима              |
| 2019.      | Пси лају, ветар носи                           | Чикица                           |
| 2020-е ▲   |                                                |                                  |
| 2021.      | Пуцњи у Марсеју                                | Судија                           |
| 2023.      | Хероји Халијарда                               |                                  |